# Willis Edwards
Willis Edwards (Newton, 28 aprile 1903 – Leeds, 27 settembre 1988) è stato un calciatore e allenatore di calcio inglese, di ruolo centrocampista.

## Carriera

### Club
Ha sempre giocato nel campionato inglese, raccogliendo più di 400 presenze con la maglia del Leeds.

### Nazionale
Ha vestito la maglia della Nazionale inglese tra il 1926 e il 1929.